# یحیی دولت‌آبادی
سید یحیی دولت‌آبادی (۱۸ دی ۱۲۴۱–۴ آبان ١٣١٨) شاعر، خوشنویس، نویسنده وقایع مشروطیت و پس از مشروطیت، سومین رهبر جامعه ازلیان ایران و از مؤسسان نهادهای نوین آموزشی در ایران چون انجمن معارف مدرسهٔ سادات بوده‌است. وی ازجمله رجال سیاسی عصر مشروطه و دوران پس از آن تا اوایل حکومت رضا شاه به‌شمار می‌آید و پست‌های سیاسی چون چندبار نمایندگی مجلس شورای ملی را در مقاطع متعدد تجربه کرد.

## زندگی
یحیی دولت‌آبادی در سال ۱۲۴۱ خورشیدی در دولت‌آباد اصفهان به دنیا آمد. وی اصالتی شوشتری داشت به‌گونه‌ای که خود در صفحه آغازین کتاب حیات یحیی (صفحه ۱۱ چاپ امیرکبیر) می‌نویسد: «پدر من از روحانیان و از دانشمندان بزرگ معروف ایران است از احفاد قاضی نورالله شوشتری… جد اعلای من میر عبدالکریم از شوشتر به اصفهان آمده در دولت‌آباد برخوار که به دو فرسنگ مسافت در شمال شهر اصفهان واقع است اقامت گزیده…» پدرش حاج سید میرزا هادی دولت‌آبادی از مجتهدین مؤثر محلی و رهبر شاخه ازلی بابیه در ایران بود. او نماینده صبح ازل در ایران بود.
آموزش گاه به گاه مکتبخانه‌ای اثری منفی بر یحیای جوان گذاشت، این اثر بعدتر در مدرسهٔ صدر در اصفهان و مدرسه معتمد الدوله در نجف عراق که او در سال ۱۲۹۰ قمری/۱۸۷۳ میلادی در آنجا به پدرش پیوست بیشتر شد. اقامت در نجف بر بی‌میلی او به محیط محافظه‌کار روحانیت و مقررات سرکوبگرانهٔ آن افزود. پس از بازگشت خانواده به اصفهان در م۱۲۵۶/۱۸۷۷ش (۱۵ سالگی) یحیی شاهد درگیر بودن پدرش با برخی از علمای بانفوذ، مشهورتر از همه محمد باقر نجفی اصفهانی و پسرش محمدتقی مشهور به آقا نجفی، از یک سو و مسعود میرزا ظل السلطان شاهزادهٔ قدرتمند حاکم بر اصفهان از سوی دیگر، در منازعهٔ بسیار پیچیده بر سر کنترل شهر، بود. میرزا هادی که تعلق بابی او با هر نوع تقیه ننگی پنهان نشدنی شمرده می‌شد، قادر شد ابتدا با حمایت ضمنی از ظل السلطان، که امیدوار بود سلطهٔ آقا نجفی بر شهر را تضعیف کند، پایگاهی مردمی در اصفهان بسازد.
میرزا هادی کمی بعد از سوی نجفی به عنوان مرتد تکفیر شد، که باعث تشویق ظل السلطان به اجرای طرح‌های طماع خود برای غصب زمین‌های پدر یحیی شد. یحیی که منفور شده بود، با وجود تلاش برای فاصله گرفتن از فرقهٔ رقیب بهایی در بین بابیان، که رهبری در تبعیدش را به‌طور پیوسته آزار می‌داد، ادامهٔ اقامت در اصفهان را روز به روز خطرناک تر یافت. یحیی پس از یک سال و نیم تبعید خودخواسته در تهران و مشهد، در نتیجهٔ تکفیر از سوی علما، در ۱۲۶۱/۱۸۸۲ به اصفهان برگشت و با تحصیل‌کردگان آنجا مکرراً رفت‌وآمد کرد. مواجهه‌ای با خطیب زاهد بابی، شیخ محمد منشادی یزدی بر او و دو نفر دیگر که بهتر حامی انقلاب مشروطه شدند یعنی نصرالله بهشتی (بعدتر ملک المتکلمین) و جمال الدین واعظ اصفهانی، اثرگذار بود.
یحیی تحت تأثیر میرزا آقا خان کرمانی که در آن زمان از استان خود به آنجا پناه آورده بود قرار گرفت. مشرب و گفتار روشنفکرانه آقا خان که تلفیق اندیشهٔ مدرنیسم و علوم خفیه بود الگویی برای یحیای پذیرا شد.
میرزا یحیی بین ۱۳۰۳ق/۱۸۸۶ و ۱۳۰۶ق/۱۸۸۸ پس از تکفیر مجدد، که تا حدی مخالفت و نافرمانی از علماء و ظل السلطان موجب آن شده بود، از اصفهان برای دومین بار اخراج شد. او به مدت کوتاهی به حلب رفت و سپس به عتبات برگشت و یک سال در درس فقه میرزا حسن شیرازی شرکت کرد و سپس از طریق اسکندریه و قاهره به حج رفت و در سال ۱۳۰۴ق/۱۸۸۷ از طریق بوشهر بازگشت، ولی اخبار دور جدید سرکوب بابیان در اصفهان او را مجبور کرد به امنیت نسبی عتبات برگردد. او نهایتاً در ۱۳۰۶ق/۱۸۸۸ به اصفهان برگشت ولی نتوانست آنجا بماند.
به سبب مخالفت ظل‌السلطان با پدرش همراه خانواده از اصفهان به عتبات مهاجرت کرد و پس از بازگشت به ایران در تهران و با حمایت امین سلطان ساکن شدند و او ناگزیر وارد سیاست شد.
یحیی و پدرش به فرمان ناصرالدین شاه در پایتخت اقامت گزیدند و در آنجا وزیر میرزا علی اصغر خان امین السلطان را محافظ خویش یافتند. یحیی در تهران به اعضای اشراف خطاطی آموزش داد. او ضمن شرکت در دروس فقیه برجسته میرزا حسن آشتیانی، احتمالاً به منظور دور کردن ظن به ارتداد بابی از خود، فرصت یافت تا از نزدیک قدرت فزایندهٔ علما در زمانهٔ ناآرامی سیاسی را مشاهده کند. او هنگامی که یک جمع عصبانی به‌طور موقت در جریان اعتراض علیه انحصار تنباکو توسط رژی به دژ سلطنتی حمله کردند، حضور داشت.
در همین زمان علاقه به خرد ناب موجب نزدیکی او به میرزا ابوالحسن جلوه، فیلسوف پیشروی آن زمان شد. هیچ‌یک از این فعالیت‌ها باعث التیام بحران اخلاقی که او در این زمان از سر می‌گذراند نشد، بحرانی تشدید شده بر اثر آزار فزاینده، مصادرهٔ املاک خانوادگی و کاهش درآمد.
تاسیس مدارس
قرنطینهٔ اجتماعی اعمال شده بر یحیی به دلیل پیوندهای بابیش نهایتاً در دوران حکومت مظفرالدین شاه پایان یافت. در ۱۳۱۴ق/۱۸۹۷ میرزا علی خان امین الدوله به عنوان صدر اعظم منصوب شد که یحیی را تشویق کرد این درس پدرش را عوض کند: «طبق مایحتاج زمانه در جهت کنش‌های بنیادینی حرکت کن که بتواند ترقی، توسعه و آزادی کشور را بیاورد.» او گرچه عضوی از علما باقی ماند، ایجاد مدارس سکولار و پیشبرد آموزش مدرن در ده سال بعد تمرکز توجه او را به همراه داشت که شاید پرثمرترین دورهٔ فعالیت او بود. او به عنوان یکی از اعضای مؤسس انجمن معارف، که از سوی امین الدوله در ۱۳۱۵/۱۸۹۸ بدین سمت منصوب شد، در کار به همراه محمود خان احتشام السلطنه، آریستوکرات شجاع ولی تندخو، میرزا حسن رشدیهٔ مصمم ولی سخت گیر و دیگران بصیرت و ابتکار فوق‌العاده‌ای به همراه آورد. دولت‌آبادی در خاطراتش شاید دستاوردهای خود را بیش از حد گزارش کرده باشد و از رقبایش بیش از حد انتقاد کرده باشد، ولی با این وجود باید او را با پیگیر بودنش در تأسیس مدارس نوین و آماده‌سازی اولین کتب درسی و برنامه‌های مدارس ابتدایی اعتبار داد. احتشام السلطنه او را همکاری صدیق که خود را وقف کار می‌کند توصیف کرده که هرگز دچار «خودخواهی مفرت و خودپسندی بی‌اندازه» نبود. یحیی در ۱۳۱۶/۱۸۹۹ مدرسهٔ متبرکه سادات را که وقف آموزش بچه‌های سیدهای فقیر بود تأسیس کرد. او با ترویج آموزش مدرن بین این گروه نه تنها آموزش سنتی را به چالش کشید بلکه تلاش کرد دانش آموزان را به صورت یک طبقه‌ای شکل دهد که بتواند با طلاب آموزش دیده در مدارس سنتی رقابت کند. او همچنین تا حدی مسئول ایجاد حداقل سه مدرسه دیگر بود، ادب، کمالیه و دانش ولی این درگیری منجر به جدال‌های شخصی و ته کشیدن دارایی‌هایش شد.
ورود به سیاست
دولت‌آبادی از آنجا که در زمینه مسایل فرهنگی فعال بود و همچنین برای این که حمایت دولت از مدارسش را از دست ندهد، در امور سیاسی مداخله نمی‌کرد، گرچه به‌طور سری با آزادیخواهان جلسه داشت. وقایع منتهی به انقلاب مشروطه فصل جدیدی در زندگی یحیی دولت‌آبادی و برادر کوچکترش علی محمد گشود. آنان در میان اولین اعضای حلقه‌ای کوچک ولی اثرگذار از معتقدین ازلی بودند که جمال الدین واعظ اصفهانی و ملک المتکلمین را نیز شامل می‌شد. یحیی به‌طور همزمان پیوندهای دوستانه‌ای با شمس الدین بیگ، سفیر عثمانی که امیدوار بود همدلی او جنبش مشروطه خواهی در ایران را برانگیزد، برقرار کرد. در جریان اعتراض مهم علما در حرم شاه عبدالعظیم که نهایتاً منجر به صدور فرمان مشروطیت در سال ۱۳۲۴/۱۹۰۶ شد یحیی در نقش دلال سیاسی بین جناح اصلاحگرا به رهبری عبدالله بهبهانی و دولت عین الدوله را ایفا می‌کرد. بنا به شرح خود او از آن وقایع، او نخستین کسی بود که در درخواست‌های ارسال شده از سوی علما درخواستی کلی مبنی بر «اصلاح در تمام امور» را گنجاند که بدون آن جذابیت چندانی نداشت. این اصل به زودی توسط او و همکارانش به عنوان اساسی برای ایجاد دیوان عدالت و مشورت خانه ملی درآمد تا قانون مساوات در همهٔ بخش‌های ایران اجرا شود. هیچ‌یک از این ایده‌ها به هیچ نحو در جو مخالف آن روز بدیع نبود. پس از پیروزی انقلاب مشروطه، از آنجا که دولت‌آبادی متهم به بابی‌گری بود به نمایندگی انتخاب نشد، سید محمد طباطبایی اجازه انتخاب شدن به او نمی‌داد.
با وجود حمایت راسخ دولت‌آبادی از مشروطیت، نقش عمومی او تحت الشعاع پیش زمینه بابیش قرار داشت و به خاطر آن از حلقه‌های پیرامون علمای بانفوذ مشروطه خواه، بهبهانی و طباطبایی، کنار گذاشته شده بود. علاوه بر این، امیدهای او برای همکاری با این اعضای اشراف اصلاح‌طلب همچون احتشام السلطنه و مهدیقلی خان مخبر السطلنه، به منظور مبارزه با مخالفت سلطنت‌طلبان به نتایج محدودی رسید. داغ بابی بودن او و مخالفت سید محمد طباطبایی ممکن است در او و همراهانش را از انتخاب به نمایندگی اولین دوره مجلس شورای ملی پس از انقلاب مشروطیت بازداشته باشد. دولت‌آبادی در تلاش برای تحکیم جایگاه سیاسیش، حتی تلاش نافرجامی کرد تا تفاوت‌های کهنه اش با شیخ فضل‌الله نوری، دشمن سرسخت بهبهانی و رهبر بعدی علمای ضد مشروطه، را ترمیم کند. اما این ناکامی‌ها تأثیری در فرونشاندن همیت انقلابی دولت‌آبادی نداشت.
در ۱۳۲۵/ ۱۹۰۷ که فعالیت‌های انقلابی انجمن‌ها در اوج خود بودند، دولت‌آبادی به تشکیل انجمن بانفوذ مرکزی اصناف در بازار تهران کمک کرد، که اعضایی که وفادار به پدرش بودند را به خود جذب کرد. او به عنوان مربی و رئیس این انجمن، تا میانه ۱۳۲۶/۱۹۰۸ آن قدر به جناح تندروی مشروطه خواه سوق پیدا کرد که محمدعلی شاه او را در زمره هشت فعال ضدسلطنتی درون مجلس و انجمن‌ها دانست. با ظهور دولت‌آبادی به عنوان عضو برجسته کمیسیون مدافع که مسئول استخدام نیروهای میلیشیای انجمن‌ها برای دفاع از مجلس بود، گناه او در چشم شاه بیش از پیش تأیید شد. تنها احتیاط شخصی او در شب پیش از کودتای ۲۳ جمادی الاول ۱۳۲۶ (به توپ بستن مجلس) بود که جان او را نجات داد. او در حالی که برخی از دوستان انقلابیش دستگیر و اعدام می‌شدند در خانه امنی پناه گرفت. او با گرفتن تضمین شفاهی از امنیت خود از سفارت بریتانیا به دهکده در حفاظت بریتانیای قلهک در شمال تهران که پدرش در آن در مجاورت اقامتگاه تابستانی بریتانیا، استراحتگاهی خانوادگی داشت نقل مکان کرد. پس از قدری مذاکره با دربار او پیشنهاد تبعید اختیاری را پذیرفت و کوتاه مدتی بعد ایران را ترک کرد.
او در دوره پیش از انقلاب ترکان جوان وارد استانبول شد ولی با استقبال سرد انجمن سعادت مواجه شد که مشروطه خواهان آذربایجانی که نسبت به پیش زمینه و نیات او مشکوک بودند بر آن چیره بودند. آشنایی او با رهبران سیاسی کمیته اتحاد و ترقی، از جمله شاهزاده صلاح الدین، رهبر حزب فدرالیست احرار، طلعت پاشا، که بعدها یکی از اعضای کمیته سه نفره رهبری ترکان جوان شد، و شیخ جمال الدین، شیخ‌الاسلام (عالی‌ترین مقام مذهبی) استانبول، به تقویت روحیه دولت‌آبادی کمک کرد اما این افراد در پیشبرد جنبش ایران کمک عملی چندانی نکردند.
دولت‌آبادی در دومین دوره مجلس شورای ملی از کرمان به نمایندگی انتخاب شد ولی به دلیل تهمت‌های بعضی از انقلابیون مشخص بود اعتبارنامه‌اش تصویب نخواهد شد و او استعفا داد.
در جنگ جهانی اول همانند بسیاری از رجال دیگر کشور مهاجرت کرد و پس از بازگشت، در دوره پنجم مجلس شورای ملی که ۲۲ بهمن ۱۳۰۲ش تشکیل شد، به نمایندگی اصفهان وارد مجلس شد. میرزا یحیی سالخورده‌ترین نماینده بود و مجلس با ریاست سنی او آغاز شد. سید حسن مدرس به اعتبارنامه اش اعتراض و ادعا کرد که او با فشار و اعمال نفوذ سردارسپه در اصفهان انتخاب شده‌است اما نمایندگان به اعتبارنامه‌اش رأی موافق دادند.
در نهم آبان ۱۳۰۴ش، جناح اکثریت نمایندگان مجلس، ماده واحده «انقراض سلطنت قاجار و خلع احمدشاه» را با قید دو فوریت به شور و رأی گذاشتند. از ۸۵ نماینده حاضر هشتاد نفر رأی موافق و پنج نفر رأی ممتنع دادند. تنها میرزا یحیی دولت‌آبادی و چهار نماینده (سید حسن تقی‌زاده، محمد مصدق، حسین علاء) در مخالفت علنی با این طرح در مجلس نطق کردند.
دولت‌آبادی سخنان خود را چنین آغاز کرد: «با قاجاریه مخالفم و سلطنت قاجاریه را منقرض می‌دانم و هر کس هم جمع شود و بخواهد سلطنت قاجاریه را برگرداند دیگر نمی‌تواند» اما استدلال کرد که اگر قرار است قدرت به رضاخان انتقال یابد، این انتقال قدرت باید پایه و اساس قانونی و مستحکمی داشته باشد. او و دیگر نمایندگان مخالف مجلس را ترک گفتند و در رأی‌گیری شرکت نکردند.
شرکت در انجمن نژادی لندن

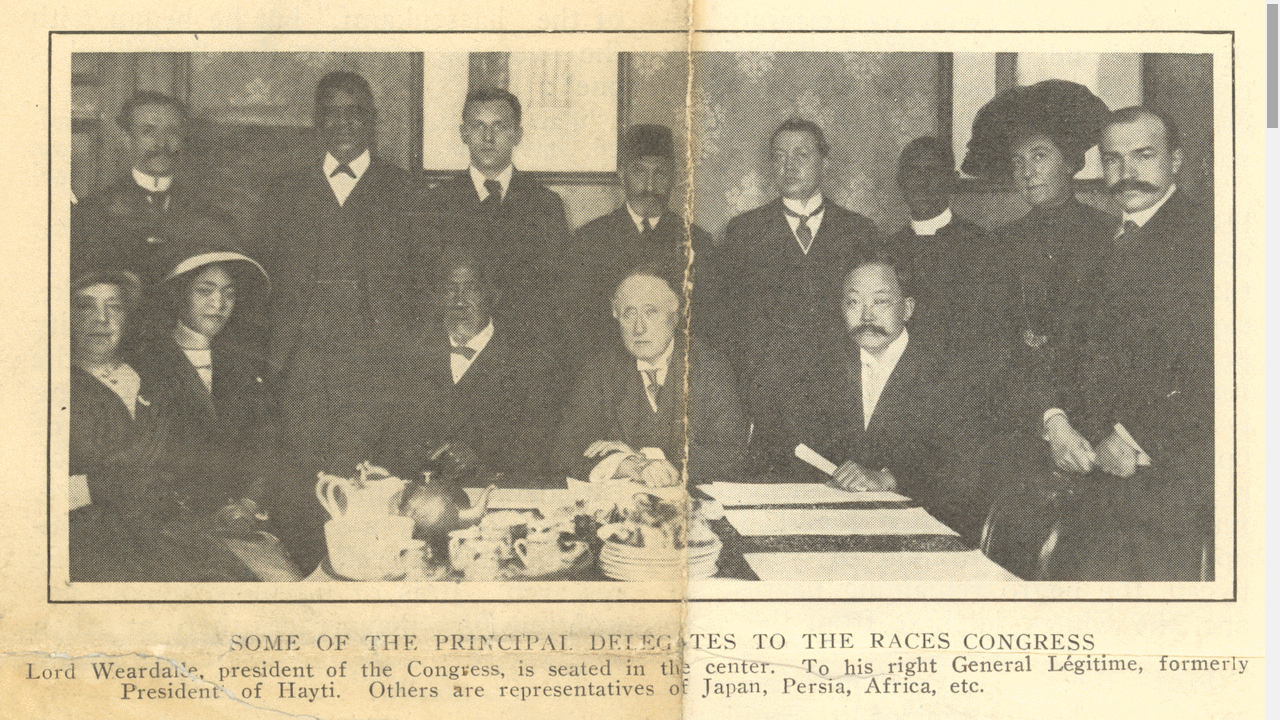
دولت‌آبادی (نفر پنجم ایستاده از سمت راست) به نمایندگی از ایران در اولین کنگره جهانی نژادها

در ۱۹۱۱ به‌عنوان نماینده ایران در اولین کنفرانس جهانی نژادی در لندن شرکت کرده مقاله‌ای ارائه می‌دهد. در آنجا در دومین روز کنفرانس، پیشنهاد می‌دهد که این کنفرانس با اینکه مرکز آن در لندن است، هر سه یا چهار سال، یک‌بار، در یکی از پنج قاره جهان، برگزار شود که البته این پیشنهاد، مورد توجه حاضران قرار می‌گیرد؛ به‌طوری که بقیه روز، همگی دربارهٔ آن، بحث می‌کنند.
مذاکره با وزرای عثمانی و میانجیگری در مورد نسل‌کشی ارامنه
دولت‌آبادی در سال ۱۹۱۶ میلادی در مسیر خود از حلب به استانبول شاهد بدرفتاری سربازان عثمانی با زنان و کودکان ارمنی بوده و در استانبول برای جلسه سیاسی با طلعت پاشا ملاقات می‌کند. اولین مطلبی را که با وی در میان می‌گذارد رسیدگی به وضعیت آوارگان ارمنی است:

با ارامنه اینطور رفتار نکنید. این رفتار اگر برای عثمانیت و اسلامیت شما مضر نباشد برای انسانیت شما مضر است. طلعت برآشفته می‌گوید: آیا شما می‌دانید اینها در وان و غیره با مسلمانان چه معامله کرده چه بیرحمیها نسبت به زن و بچه مسلمانها نموده‌اند؟ می‌گویم هرچه کرده‌اند مردان آنها کرده‌اند و اطفال کوچک آنها مانند اطفال کوچک ما بیگناهند.
طلعت از روی تعجب بگوید چه دیده‌اید که اینطور آزرده خاطر شده‌اید؟ شمه ای از مشاهدات خودرا که پیش از این نگارش یافته برای او نقل می‌کنم. اندوهناک شده می‌گوید باید اعتراف کنیم که نظامیان ما بیش از آنکه دستور داشته‌اند با ارامنه بدرفتاری کرده‌اند. جواب می‌دهم این مذاکره در اتاق خلوت برای من ثمری ندارد خوب است به گوش عامه برسد که دولت باین اندازه ستمکاری دربارهٔ زن و مرد و کوچک و بزرگ ارامنه متواری شده راضی نبوده‌است. دستور بفرمائید مأموران اینکار رفتار خود را با آنها ملایمتر بنمایند و روزی چند قمری مقرری که برای هریک قرارداده اند و قوت لایموت آنهاست من بعد مرتب به آنها برسانند.
طلعت نصیحت مرا می‌پذیرد و اقدام کرده به وعده خود وفا می‌نماید.

هزاره فردوسی
فکر اولیه ایجاد هزاره فردوسی توسط یحیی دولت‌آبادی در ۱۳۰۷ (۱۹۲۸ میلادی) توسط نامه ای که از بروکسل به وزارت معارف تهران می‌فرستد مطرح می‌گردد که در آن به میلاد فردوسی در سال ۹۳۲ میلادی اشاره می‌کند.
در سال ۱۳۱۰ (1931) میلادی که تیمورتاش به اروپا می‌رود دولت‌آبادی در ملاقاتی به وی اهمیت این جشن را گوشزد می‌کند. پس از آن تیمورتاش- حسین علا - سید محمد قزوینی و عده ای دیگر در این زمینه فعالیت کرده در نهایت به دلیل در دست ساختمان بودن مقبره فردوسی تصمیم گرفته می‌شود این مراسم در پائیز ۱۹۳۴ میلادی برگزار شود.
در زمان برگزاری مراسم از یحیی دولت‌آبادی دعوتی جهت عزیمت به تهران صورت نگرفته و در ضمن مراسم نیز از وی تجلیلی بعمل نمیاید که باعث می‌شود در جلد چهارم خاطرات خود آن را بحساب مشکل قدیمی ایرانیان مبنی بر عدم سپاسگذاری نسبت به خادمین کشور خود گذاشته و از این جهت گله گذاری نماید.
ارائه رسم‌الخط جدید خط خوانا
در اواخر ۱۹۱۹ میلادی (۱۳۳۷ قمری و ۱۲۹۹ شمسی) تمرکز خود را بر روی اصلاح خط فارسی و عربی قرار داده و خطی ارائه می‌دهد که اصوات را در خود دارد بنام خط خوانا و آن را به‌همراه دیگر نظریات من جمله تغییر خط به لاتین در سمیناری بیان می‌کند که مورد استقبال بعضی و مخالف بعضی قرار می‌گیرد.
از نظرات ایشان در مورد لزوم تغییر خط:
«این موضوع روزی باید حل شود و الفبای ما به صورتی درآید که با نداشتن معانی الفاظ و مفاد عبارت و لغت هم بشود آن را صحیح خواند و توانستن خواندن فرع دانستن معنی عبارت نبوده باشد، چنان‌که اکنون هست و دانشمندان می‌گویند ما باید همه چیز خود را اصلاح کنیم و از الفبا شروع نماییم. آری چنان‌که در میدان جنگ فتح و غلبه با کسی است که توپ و تفنگش یک ذرع بیشتر بزند تفوق اجتماعی و اقتصادی و سیاسی که همه مربوط به دولتمندی است برای کسی است که الفبا او یک روز زودتر طفل او را باسواد نماید.»
کاربرد لفظ آقازاده
بنظر می‌رسد دولت‌آبادی نخستین کسی است که برای اشاره به برخی اشخاص که در اثر نفوذ پدرشان در انقلاب مشروطه به نان و نوایی رسیدند از لفظ آقازاده استفاده می‌کند. در جلد چهارم خاطرات خود می‌گوید:
«میلیون بر دو قسمند یک قسم اشخاصی هستند غیررسمی بنام آقا و آقازاده سردسته مشروطه چی حزب ساز وزیر تراش کابینه آور و کابینه انداز این جمع در هر کار دخالت کرده برای این و آن واسطه شغل شده مداخل و معاش می‌کنند…»

### ایجاد اولین نمایشگاه کالاهای ایرانی
در پائیز ۱۳۰۲ شمسی که از کارهای سیاسی کمی فراغت یافت دست به کار ایجاد نمایشگاهی بنام ؛نمایشگاه امتعه وطنی زد که به‌مدت ۴۵ روز برپابوده کالاهای سراسر کشور را در آن به نمایش قرار داده موجبات بازاریابی و بهبود کالاهای وطنی را فراهم نمود. شخص رئیس الوزرا رضاخان از نمایشگاه بازدید کرده اقدام به سفارش تعدادی اجناس داده و از روند مدیریت آن اظهار خوشحالی نمودند.

### اواخر عمر

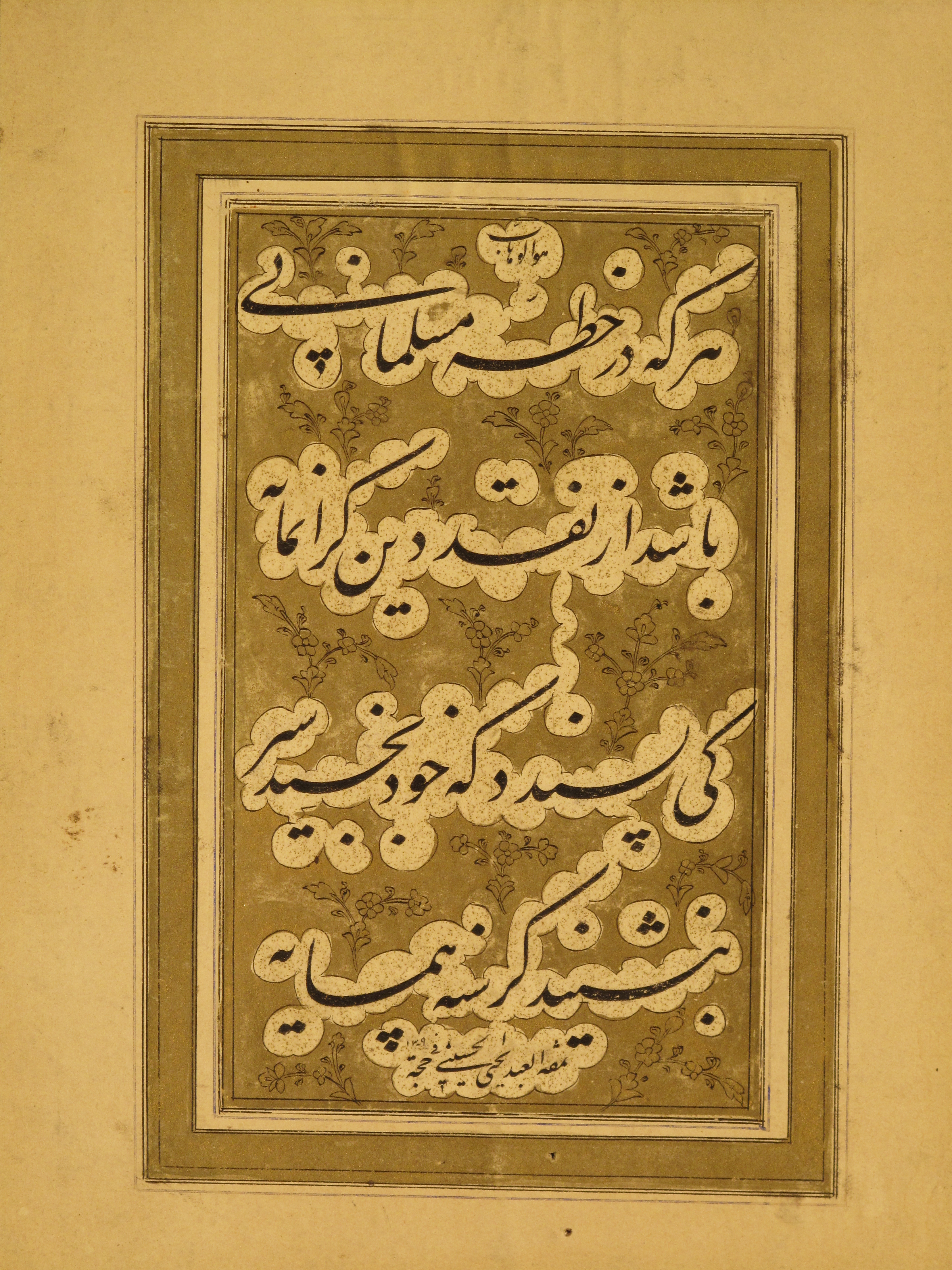
قطعهٔ خوشنویسی نستعلیق اثر یحیی دولت‌آبادی

در سال ۱۳۰۹ به تهران آمد و مدرسه‌های سادات و ادب را بنیان نهاد. وی با توجه به تحصیلاتش در مکتب‌خانه‌ها و شناخت آن‌ها از نزدیک، در تأسیس مدارس جدید کوشش فراوان نمود و برای آموزش و پرورش در ایران زحمت‌های فراوان کشید که تأسیسات مدارس، مدیریت و نوشتن و نشر کتب درسی ابتدائی از آن جمله هستند.
دولت‌آبادی سپس از ایران خارج شد و سال‌ها ساکن اروپا بود. در بخشی از آن سالها، سرپرستی محصلان ایرانی را از جانب وزارت فرهنگ وقت به عهده داشت.
 و حکایت زندگی پر از فراز و نشیبش را در کتاب حیات یحیی به قلم آورد. از جمله دیگر آثار مشهور او می‌توان به شهرناز اشاره کرد که از نخستین رمان‌های فارسی به حساب می‌آید. او همچنین خوشنویسی زبردست بود، در نستعلیق مهارت داشت و از شاگردان میرزا غلام‌رضا اصفهانی بود. میرزا یحیی علاوه بر فارسی و عربی، به زبان فرانسه نیز مسلط بود و فرهنگ غرب را می‌شناخت. وی دایی همایون صنعتی زاده نویسنده و کارآفرین ایرانی است.

## دین

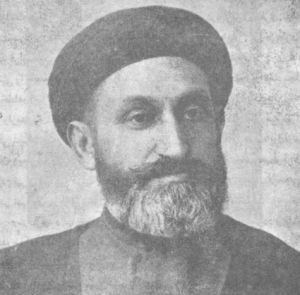
دولت‌آبادی در لباس روحانیت

یحیی دولت‌آبادی، مانند جمال‌الدین واعظ اصفهانی، ملک‌المتکلمین و احمد روحی... ، یکی از بابیان (ازلی) مشروطه‌خواه بود. وقایع منتهی به انقلاب مشروطه فصل جدیدی در زندگی یحیی دولت‌آبادی و برادر کوچکترش علی محمد گشود. آنان در میان اولین اعضای حلقه‌ای کوچک ولی اثرگذار از معتقدین ازلی بودند که جمال الدین واعظ اصفهانی و ملک المتکلمین را نیز شامل می‌شد.
اندیشه‌های شیخ محمد منشادی یزدی-که گفته می‌شد از بابیان ازلی است-در او و جمال الدین واعظ اصفهانی و ملک المتکلمین تأثیر داشته‌است.
پیش زمینهٔ مذهبی و نقش پدر یحیی دولت‌آبادی در سلسله مراتب ازلی در بین محافل حکومتی و روحانیت تهران شناخته شده بود و این اغلب برای او مشکل ایجاد می‌کرد و مجبورش می‌کرد با چهره‌های بانفوذ سیاسی دوستی کند تا تحت حفاظت باشد. حامیان و هواداران اصلی او از مردان جوان مدرن تحصیل کردهٔ طبقات بالا بودند که در نظراتش دربارهٔ آموزش با او شریک بودند.
میرزا یحیی نمونهٔ مهمی از کتمان عمدی هویت و زیست مخفی بود. حیات یحیی، حسب حال مفصل او، نکات مهمی در خصوص نقش محفل اثرگذار ولی کوچک ازلی بابی ارائه می‌کند. یحیی و برادرش طی یک تصمیم روشن استراتژیک، هویت بابی خویش را نه تنها در مناصب انقلابی بلکه در شرح زندگی خود نیز حتی بیشتر از پدرشان پنهان کردند. از آنجا که رسم شیعی تقیه در آموزه‌های بابی مجاز بود و در بین ازلیان به‌طور گسترده اجرا می‌شد، این دو برادر امیدوار بودند با عمل به رسوم شیعی در بین اکثریت جمعیت بیشتر پذیرفته شوند.
استمرار او در حفظ یک هویت مخفی بابی با وجود تلاش برای همسان سازی شدن در حکومت لیبرال زمان خودش بود که بزرگ‌ترین مشکل را برای موفقیت سیاسی او ایجاد کرد. گرچه او در چهار جلد خاطراتش هرگز به بابی بودنش اشاره نکرد، حرفه او نشان‌دهنده موانع نیرومندی‌ست که فرهنگ عمده سیاسی بر سر راه اصلاح‌طلبان با اندیشه‌ای متفاوت با اندیشه مرسوم قرار می‌داد. در چشم علما هیچ‌کس بهتر از دولت‌آبادی نماد ذات بدعت‌آمیز مدرنیته نبود، با وجود این که او همواره سعی بر حفظ ظاهر اسلامی‌اش داشت.
از بین همهٔ گروه‌های درگیر در انقلاب مشروطه، تشخیص هویت این چنینی ازلیان بابی از همه سخت‌تر بود. مورخان معمولاً بدون مطالعهٔ ایده‌ها، تاکتیک‌ها و اهداف نهایی آنان به ذکر مشارکت‌هایشان در مشروطیت می‌پرداختند. منابع معیار فارسی، ندرتاً گرایش مذهبی بابیانی را که در انقلاب مشارکت کردند، به رسمیت شناختند.

### دربارهٔ پیشوایی دوم ازلیان
هادی دولت‌آبادی، که جانشین یحیی صبح ازل نوری (از سوی صبح ازل، ملقب به «اسم‌الله الودود»)) و پیشوای دوم ازلیان (پیشوای سوم بابیه) ایران بود، چند سال پیش از درگذشت صبح ازل، فوت کرد. صبح ازل، پس از مرگ پدر، پسرش میرزا یحیی دولت‌آبادی را به عنوان جانشین خود و رهبر جامعهٔ ازلی گماشت؛ ولی میرزا یحیی، وقت خود را بیشتر، صرف آموزش و ادبیات کرد. دربارهٔ میزان درگیر بودن او در سازمان‌دهی فعالانهٔ ازلیان، شواهد اندکی وجود دارد. میرزا یحیی، مطالب چندانی دربارهٔ موضوعات بابی ننوشت و به جای پذیرش رهبری دینی، نقش یک اصلاح‌گر سکولار را برگزید. بابیهٔ ازلیه با درگذشت ازلیانی که در انقلاب مشروطه، فعال بودند، وارد رکودی شد که هرگز از آن، التیام نیافت و در دوره‌ای نه چندان طولانی، اثرگذاری خود را از دست داد.
به اعتقاد ژانت آفاری، دولت‌آبادی از رهبران شناخته‌شده ازلی بود که گرایش ایدئولوژیکش دستمایه باج گرفتن مخالفانش می‌شد؛ چنان‌که افرادی مانند محمدصادق طباطبایی، فرزند سید محمد طباطبایی او را به دلیل بابی بودن در بین عموم تخطئه می‌کرد و فاقد صلاحیت برای اداره مدارسی می‌دانست که خودش تأسیس کرده بود.

### تشکیک در بابی بودن دولت‌آبادی
یحیی دولت‌آبادی در کتاب حیات یحیی می‌نویسد:
«در زمان حکومت ظل السلطان در اصفهان و مقبولیت و مرجعیت عامه شیخ محمد تقی نجفی و مخالفت آنها با پدرم، و طرفیت تجاری برادرم علی محمد با یک تاجر بابی، باعث این اتهام شد. در آن موقع ظل السلطان برای تصاحب اموال و املاک مردم، و آقانجفی بواسطه حفظ موقعیت مذهبی خود دیگران را به اتهام بابی بودن از میدان بدر می‌کردند. امین السلطان به‌طور مزاح گفته بود: در اصفهان هم املاک حاجی میرزا هادی بابی شده‌است.» 
علیرضا ملائی توانی، داستان بابی و ازلی بودن دولت‌آبادی‌ها که در عهد قاجار همه جا پیچیده بود را بنابر اقوال متواتر در اصل، ساخته و پرداخته ظل السلطان می‌داند، زیرا او همچون پدرش روحانیان نوگرا را که با حکومت همکاری نمی‌کردند، با چنین اتهاماتی منزوی می‌ساخت.
حسین مکی در خاطرات خود اشاره می‌کند که در دوران صبح ازل بابیان در ایران گسترش و حضور داشتند اما پس از چندی تعدادشان به شدت کاهش یافت؛ و نهایتاً همانگونه که مک اوین در ایرانیکا اشاره می‌کند عملاً خاتمه یافتند.
ابوالقاسم افنان از مورخان بهایی به نقل از محمدعلی جمال‌زاده در ژنو شنیده که هنگامی‌که میرزا یحیی ازل در قبرس وفات نمود حاجی میرزا یحیی دولت‌آبادی در ژنو بود. به او پیشنهاد کردند که جانشین ازل و زعامت ازلیها را قبول کند و به قبرس برود ولی او نپذیرفت و قبول نکرد و به طهران مراجعت نمود.

## وصیت‌نامه
وصیت‌نامه وی که از نظر ادبی و مفهومی جالب توجه است در پایان جلد چهارم کتاب حیات یحیی توسط دخترش فروغ دولت‌آبادی منتشر شده‌است.
در این وصیت‌نامه از معلمان سراسر کشور می‌خواهد که هر سال در سالگرد وفات وی به پاس زحماتش برای تعلیم و تربیت فرزندان کشور سه کلمه "خدا" "وطن" "وجدان" را بر روی تخته بنویسند.

## آثار
- «حیات یحیی» (۱۳۱۸)
- «آئین در ایران» (۱۳۱۳)
- «اردی بهشت»
- «ارمغان یحیی»
- «تاریخ معاصر یا حیات یحیی»
- «تربیت اراده»
- «حقیقت راجع به قرارداد مجلس»
- «دوره زندگانی یا غضب حق اطفال»
- «روان نامه»
- «سرگذشت درویش چنته»
- «شجره طیبه»
- «شرح حال میرزا تقی خان امیرکبیر»
- «شهرناز» (۱۳۰۵)
- «لبخند فردوسی»
- «نهال ادب»
- «تبعید»
- کتاب علی؛ نخستین متن آموزشی تربیتی نوین ایران[۳۳]